# 米伦 (纳施泰滕联合市镇)
米伦是德国莱茵兰-普法尔茨州的一个市镇。总面积15.01平方公里，总人口2006人，其中男性1017人，女性989人（2011年12月31日），人口密度134人/平方公里。